# Stephen Amell

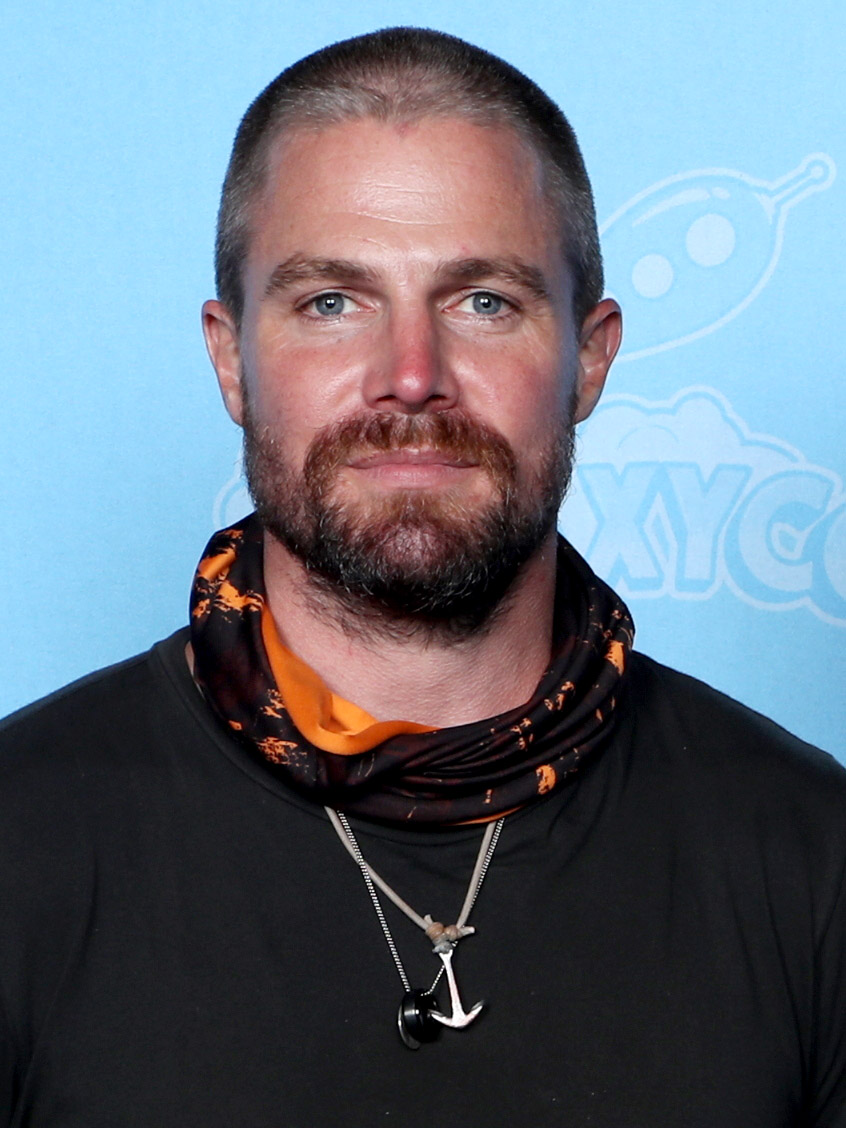
Stephen Amell (2021)

Stephen Adam Amell (* 8. Mai 1981 in Toronto, Ontario) ist ein kanadischer Schauspieler.

## Leben
2005 spielte er in der ersten Staffel der Serie Dante’s Cove. Einem größeren Publikum bekannt wurde er vor allem durch seine Rollen in der Fernsehserie Rent-a-Goalie und als Partner von Shirley MacLaine und Mischa Barton in dem Film Closing the Ring – Geheimnis der Vergangenheit. 2010 spielte er in den kanadischen Fernsehserien Da Kink In My Hair und Heartland – Paradies für Pferde, außerdem war er in der Mysteryserie Vampire Diaries zu sehen. 2011 übernahm er in der HBO-Serie Hung – Um Längen besser die Hauptrolle des Callboy Jason. Von 2012 bis 2020 war Amell in der Fernsehserie Arrow zu sehen, er spielte die Hauptperson Oliver Queen alias Green Arrow.
2015 hatte er ein Match in der WWE beim SummerSlam mit Neville im Team gegen Stardust und Barrett, das Neville und Amell gewannen.
Stephen Amell gründete zusammen mit einem Freund die Weinkellerei Nocking Point Wines. 2012 heiratete er die Schauspielerin Cassandra Jean, mit der er eine Tochter (* 2013) hat.

## Filmografie (Auswahl)
- 2004: Queer as Folk (Fernsehserie, 3 Episoden)
- 2004: Degrassi: The Next Generation (Fernsehserie, Episode 4x02)
- 2004: Missing – Verzweifelt gesucht (Missing, Fernsehserie, Episode 2x07)
- 2005: Tilt (Fernsehserie, Episode 1x05)
- 2005: Beautiful People (Fernsehserie, 5 Episoden)
- 2005: Dante’s Cove (Fernsehserie, 2 Episoden)
- 2006: Das Haus nebenan (The House Next Door)
- 2006–2008: Rent-a-Goalie (Fernsehserie, 18 Episoden)
- 2007: The Tracey Fragments
- 2007: ReGenesis (Fernsehserie, 2 Episoden)
- 2007: Closing the Ring – Geheimnis der Vergangenheit (Closing the Ring)
- 2007–2009: Da Kink in My Hair (Fernsehserie, 4 Episoden)
- 2007–2008, 2010, 2012: Heartland – Paradies für Pferde (Heartland, Fernsehserie, 6 Episoden)
- 2009: Screamers: The Hunting
- 2009: Flashpoint – Das Spezialkommando (Flashpoint, Fernsehserie, Episode 2x09)
- 2010: Liebe und Eis 4 – Feuer und Eis (The Cutting Edge: Fire & Ice)
- 2010: Blue Mountain State (Fernsehserie, 2 Episoden)
- 2010: CSI: Miami (Fernsehserie, Episode 9x05)
- 2010: Navy CIS: L.A. (NCIS: Los Angeles, Fernsehserie, Episode 2x08)
- 2011: CSI: Las Vegas (Fernsehserie, Episode 12x01)
- 2011: Vampire Diaries (The Vampire Diaries, Fernsehserie, 2 Episoden)
- 2011: Justice for Natalee Holloway
- 2011: 90210 (Fernsehserie, 2 Episoden)
- 2011: Hung – Um Längen besser (Hung, Fernsehserie, 10 Episoden)
- 2011–2012: New Girl (Fernsehserie, 2 Episoden)
- 2012: Private Practice (Fernsehserie, 7 Episoden)
- 2012–2020: Arrow (Fernsehserie, 170 Episoden)
- 2013: Wenn die Liebe siegt – Aufbruch nach Westen (When Calls the Heart, Fernsehfilm)
- 2014–2019, 2023: The Flash (Fernsehserie, 9 Episoden)
- 2016: Teenage Mutant Ninja Turtles: Out of the Shadows
- 2016–2017, 2020: Legends of Tomorrow (DC’s Legends of Tomorrow, Fernsehserie, 6 Episoden)
- 2017–2019: Supergirl (Fernsehserie, 3 Episoden)
- 2019: Code 8
- 2019: Batwoman (Fernsehserie, Episode 1x09)
- 2021–2023: Heels (Fernsehserie, 16 Episoden)
- 2024: Code 8 – Teil II (Code 8: Part II)
- 2025: Suits LA (Fernsehserie, 10 Folgen)

## Auszeichnungen
Amell gewann 2007 den Gemini Award für seine Gastrolle in ReGenesis, zudem war er mit dem Ensemble der Fernsehserie Rent-a-Goalie 2007 und 2008 nominiert für den Gemini Award in der Kategorie Best Ensemble Cast.